# Duboki glas
Duboki glas (engl. Modal voice) ili plućni grudni registar (engl. Chest voice) osnovni je glasovni raspon u ljudskom glasu, glas kojim čovjek govori i stvara osjećaj rezonancije u grudima. Budući da glasnice vibriraju cijelom svojom dužinom, duboki glas zvuči „punije” od ostalih raspona i ima najveći obujam te optimalno strujanje zraka.
Duboki se glas javlja kod izgovora rezonanata (sonoranata) – suglasnika poput [m], [n], [l] i [r] u većini svjetskih jezika.